# Simulador de vuelo de combate

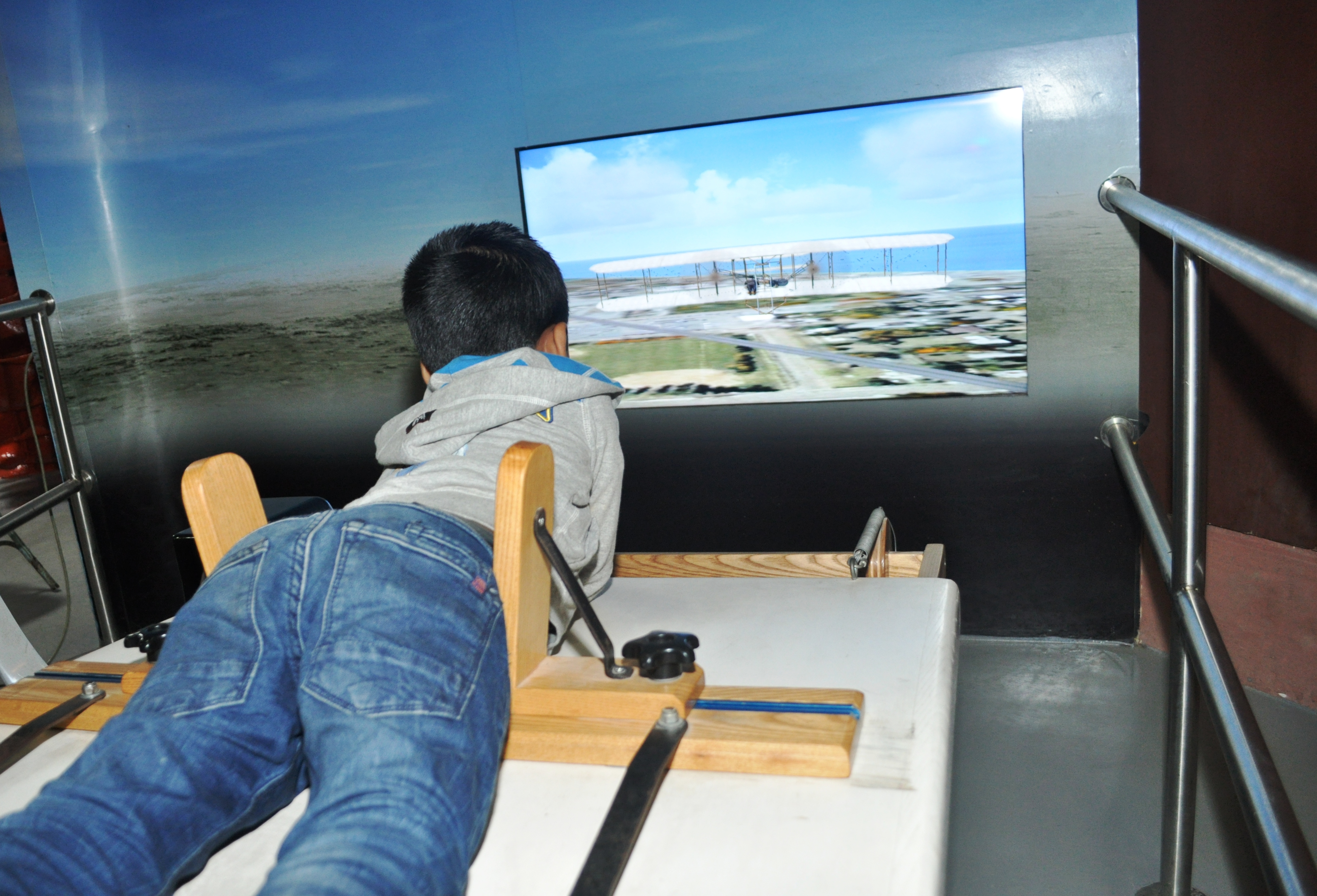
Simulador de vuelo Wright Brothers

Los simuladores de vuelo de combate, también llamados simuladores de combate aéreo, son videojuegos de simulación de vuelo que permiten que el jugador o los jugadores puedan simular los combates aéreos o las misiones aéreas propios de la guerra aérea o de la aviación militar en general: misiones de entrenamiento, combates aéreos cerrados, misiones de bombardeo, misiones de reconocimiento etc. Al igual que otros simuladores de vuelo de uso doméstico (como el célebre Microsoft Flight Simulator, destinado sobre todo a representar la aviación civil y por lo tanto no perteneciente a esta categoría) los simuladores de vuelo de combate están concebidos para ser instalados y utilizados, en función de su concepción de origen, o bien en ordenadores personales (PC) o bien en videoconsolas, aunque existen algunas excepciones en las que un simulador concebido para la plataforma de PC es adaptado a la plataforma de consola, o viceversa. Aun así, la mayor parte de simuladores de vuelo de combate mínimamente rigurosos, con modelos de vuelo realistas y vistas internas desde los aviones representados, están concebidos para PC. En el caso de los juegos para videoconsola, la mayor parte de los así llamados «simuladores de vuelo» no son verdaderos simuladores sino juegos de arcade, con modelos de vuelo mucho más lúdicos que realistas y con un uso mayoritario de las vistas externas, en las que el jugador ve el aparato pilotado desde el exterior y no desde la cabina de pilotaje (como el célebre After Burner, comprendido en la categoría de los videojuegos de arcade y no en la de los verdaderos simuladores de vuelo de combate).

## Descripción general
Aunque existen simuladores de vuelo de combate dedicados al pilotaje de naves espaciales u otros vehículos de ficción (como el simulador X-Wing, para el universo de ficción de Star Wars) casi todos los simuladores de vuelo de ámbito militar están ambientados en conflictos aéreos históricos, con aviones realmente existentes (como por ejemplo Microsoft Combat Flight Simulator o IL-2 Sturmovik, ambos dedicados a los aviones de la Segunda Guerra Mundial). Los hay que se basan en aviones o helicópteros que, aunque reales, pueden ser pilotados en conflictos ficticios, como por ejemplo Falcon 4.0 o Lock On: Modern Air Combat, que son simuladores dedicados a aviones de finales del siglo XX y principios del siglo XXI, pero utilizados en conflictos no realmente existentes, aunque se los pueda utilizar también para representar ciertas acciones militares realmente llevadas a cabo en ese período histórico.
Es de notar también que en el último tercio del siglo XX los simuladores de vuelo de combate disponibles en el mercado estaban sobre todo destinados al uso de un solo jugador. Sin embargo, desde los años 1990 y, sobre todo, desde los primeros años del siglo XXI, los simuladores de combate aéreo conocen cada vez más el modo multijugador, en el que varios «pilotos virtuales» pueden enfrentarse entre ellos, representando a veces con gran realismo batallas aéreas del pasado en las que participaron decenas o incluso cientos de aviones. Un ejemplo conocido es el simulador Rise of Flight (lanzado al mercado en 2009), que permite a decenas de jugadores representar los combates aéreos de la Primera Guerra Mundial.

## Tipos de simuladores de combate aéreo
Los simuladores de vuelo de combate suelen clasificarse siguiendo varios criterios: según el período histórico en el que están ambientados, el tipo de avión o helicóptero al que están dedicados, el grado de realismo o si se los puede utilizar únicamente por un solo jugador o en modo multijugador, entre otros. La siguiente lista de ejemplos sigue un criterio histórico de clasificación. En la lista los simuladores están ordenados siguiendo una serie de períodos o conflictos históricos. El orden de aparición es el orden cronológico de lanzamiento al mercado de cada simulador:
- Primera Guerra Mundial
  - Knights of the Sky, por MicroProse (1990)
  - Red Baron, por Sierra Entertainment (1990)
  - Dawn Patrol, por Rowan Software (1994)
  - Wings of Glory, por Origin Systems (1994)
  - Flying Corps, por Empire Interactive (1996)
  - Red Baron II, por Sierra (1997)
  - Red Baron 3D, por Sierra (1998)
  - First Eagles: The Great War 1918, por Third Wire (2007)
  - Rise of Flight: The First Great Air War, por 777 Studios (2009)
- Segunda Guerra Mundial
  - Their Finest Hour, por LucasFilm Games (1989)
  - Chuck Yeager's Air Combat, por Electronic Arts (1991)
  - Secret Weapons of the Luftwaffe, por LucasFilm Games (1991)
  - Aces of the Pacific, por Dynamix Sierra (1992)
  - B-17 Flying Fortress, por Vektor Grafix (1992)
  - Aces Over Europe, por Sierra (1993)
  - 1942: The Pacific Air War, por Microprose (1994)
  - Air Warrior, por Kesmai (1995)
  - Fighter Ace, por VR-1 Russia/BST Soft (1997)
  - European Air War, por Microprose (1998)
  - Combat Flight Simulator WWII Europe Series, por Microsoft Games Studio (1998)
  - Fighter Squadron: The Screamin' Demons Over Europe, por Parsoft/Activision (1999)
  - Jane's WWII Fighters, por Jane's Combat Simulations (1999)
  - Aces High, por HiTech Creations (2000)
  - B-17 Flying Fortress: The Mighty 8th, por Wayward Design (2000)
  - Combat Flight Simulator 2, por Microsoft Games Studio (2000)
  - Rowan's Battle of Britain, por Empire Interactive (2000)
  - IL-2 Sturmovik, por 1C:Maddox Games (2001)
  - Combat Flight Simulator 3: Battle for Europe, por Microsoft Games Studio (2002)
  - Pacific Fighters, por 1C:Maddox Games (2004)
  - Battle of Britain II: Wings of Victory, por A2A Simulations (2005)
  - IL-2 Sturmovik: 1946, por 1C:Maddox Games (2006)
  - IL-2 Sturmovik: Birds of Prey, por Gaijin Entertainment (2009)
  - IL-2 Sturmovik: Cliffs of Dover, por 1C:Maddox Games (2011)
  - Birds of Steel, por Gaijin Entertainment (2012)
  - IL-2 Sturmovik: Great Battles, por 1C Game Studios (2013)
  - War Thunder, por Gaijin Entertainment (2013)
- Guerra de Corea
  - Chuck Yeager's Air Combat, por Electronic Arts (1991)
  - MiG Alley, por Rowan Software (1999)
- Guerra de Vietnam
  - Chuck Yeager's Air Combat, por Electronic Arts (1991)
  - Flight of the Intruder, por Spectrum-Holobyte (1991)
  - Wings Over Vietnam, por Third Wire (2004)
  - Strike Fighters 2: Vietnam, por Third Wire (2009)
- Aviones y helicópteros modernos (incluyendo las generaciones cuarta y quinta de cazas de combate)
  - F-15 Strike Eagle, por MicroProse (1985)
  - F-15 Strike Eagle II, por MicroProse (1989)
  - F-22 Interceptor, por Ingram Entertainment (1991)
  - F-15 Strike Eagle III, por MicroProse (1993)
  - EF2000, por Digital Image Design (1995)
  - F-22 Lightning II, por NovaLogic (1996)
  - F-22 Raptor, por NovaLogic (1997)
  - F-22 Air Dominance Fighter, por Digital Image Design (1997)
  - Jane's AH-64D Longbow, por Jane's Combat Simulations (1996)
  - Jane's Longbow 2, por Jane's Combat Simulations (1997)
  - Jane's F-15, por Jane's Combat Simulations (1998)
  - Falcon 4.0, por MicroProse (1998)
  - Jane's F/A-18, por Jane's Combat Simulations (1999)
  - F-22 Lightning 3, por NovaLogic (1999)
  - Eurofighter Typhoon, por Digital Image Design (2001)
  - Lock On: Modern Air Combat, por Eagle Dynamics (2003)
  - Falcon 4.0: Allied Force, por Lead Pursuit (2005)
  - Digital Combat Simulator, por Eagle Dynamics (2008)

## Accesorios de juego
Como para todos los simuladores de vuelo en general, y los de combate aéreo no son una excepción, existen numerosos accesorios de juego aplicados a este tipo de videojuegos, sobre todo los que permiten un mayor realismo en lo referente a la representación de los mandos de vuelo. Se trata sobre todo de elementos periféricos hoy en día considerados como indispensables por los aficionados: palanca de mando, mando de gases o acelerador (o una combinación de ambos, la palanca de mando y la palanca de gases/acelerador, el así llamado HOTAS), pedales de control del timón etc. Para los movimientos de la vista que los pilotos virtuales u otra clase de personal navegante encarnado en los simuladores puedan tener, es decir todo aquello que el jugador ve desde el interior de los aviones virtuales que utiliza, se ha inventado, además, un conjunto de sistemas de seguimiento de infrarrojos conocido como TrackIR y comercializado por la empresa NaturalPoint Inc. El sistema del TrackIR (de track, «pista» o «rastro», e IR, «infrarrojo») funciona de un modo similar a como funciona un mando a distancia por control remoto: un emisor/receptor de rayo infrarrojo es colocado sobre el monitor del jugador. Éste, el jugador, se coloca además, sobre la visera de una simple gorra, unos pequeños reflectores que reflejan el rayo infrarrojo emitido por el emisor/receptor, transmitiendo así simultáneamente al programa de la simulación todos los movimientos de su cabeza. De este modo el entorno visual de la simulación en la que se encuentre el jugador corresponde a las zonas del cielo, del paisaje o del interior del avión que él desea mirar.